# Ribnitzer Großes Moor und Neuhaus-Dierhäger Dünen
Ribnitzer Großes Moor und Neuhaus-Dierhäger Dünen este o arie protejată (arie specială de conservare — SAC, sit de importanță comunitară — SCI) din Germania întinsă pe o suprafață de 316 ha, integral pe uscat.

## Localizare
Centrul sitului Ribnitzer Großes Moor und Neuhaus-Dierhäger Dünen este situat la coordonatele 54°16′23″N 12°17′39″E / 54.2731°N 12.2942°E.

## Înființare
Situl Ribnitzer Großes Moor und Neuhaus-Dierhäger Dünen a fost declarat sit de importanță comunitară în decembrie 1999 pentru a proteja 2 specii de animale. Situl a fost protejat și ca arie specială de conservare în august 2016.

## Biodiversitate
Situată în ecoregiunea continentală, aria protejată conține 7 habitate naturale: Dune mobile de-a lungul țărmului cu Ammophila arenaria („dune albe”), Dune de coastă fixe cu vegetație erbacee („dune gri”), Dune cu Hyppophaë rhamnoides, Dune împădurite din regiunile atlantică, continentală și boreală, Lacuri și iazuri distrofice naturale, Mlaștini oligotrofe degradate, capabile încă de regenerare naturală, Mlaștini împădurite.
La baza desemnării sitului se află mai multe specii protejate:
- mamifere (1): vidră de râu (Lutra lutra)
- nevertebrate (1): libelule (Leucorrhinia pectoralis)